# 高市御県神社
高市御県神社（たけちのみあがたじんじゃ）は、奈良県橿原市にある神社。式内社（名神大社）で、旧社格は無格社。

## 祭神
- 天津彦根命（あまつひこねのみこと）
- 高皇産霊神（たかみむすびのかみ）

## 歴史

### 概史
創建年代は不詳だが、大同年間に「高市御縣神社神封二戸」と記載があり（『新抄格勅符抄』）、それ以前から存在したと推測される。延喜式神名帳には名神大社として登載され、高市、葛木、十市、志貴、山辺、曽布と共に「大和国六御県神社」の一座として朝廷からの崇敬が篤かった。江戸時代は「高県宮」「十三社（所）大明神」などと称していた。

### 神階
- 天安3年（859年）1月27日、従五位下から従五位上（『日本三代実録』）

## 現地情報
所在地
- 奈良県橿原市四条町761

交通アクセス
最寄駅：近鉄橿原線八木西口駅下車後、徒歩約7分（南に約700ｍ）